# Additiv
Additive (lateinisch additivum, „hinzugegeben, beiliegend“) – auch Hilfsstoffe oder Zusatzstoffe genannt – sind Stoffe, die Produkten in geringen Mengen zugesetzt werden, um bestimmte Eigenschaften zu erreichen oder zu verbessern.
Additive werden eingesetzt, um einen positiven Effekt auf Herstellung, Lagerung, Verarbeitung oder Produkteigenschaften während und nach der Gebrauchsphase zu erreichen. Im Gegensatz zu Füllstoffen tragen Additive meist nur wenige Prozent oder auch nur Promille zum Gesamtvolumen bei und sind im Material sehr fein verteilt (häufig gelöst).

## Einsatz von Additiven

### Eigenschaften
Additive sind in der Regel auf die jeweilige Anwendung hin optimiert. So müssen beispielsweise Additive in Treibstoffen eher hydrophob sein, während Biozide in Wasserkreisläufen wiederum typischerweise hydrophil oder löslich sind.
An Additive werden neben spezifischen Eigenschaften folgende Anforderungen gestellt:
- spezifische Wirksamkeit
- evtl. lange andauernde Wirkung z. B. bei Lichtschutzmittel

Hinzu kommen die generellen Anforderungen an alle Rohstoffe:
- gute Umweltverträglichkeit
- geringe Gesundheitsgefährdung
- hohe Wirtschaftlichkeit / niedriger Preis
- hohe Stabilität
- keine negativen Einflüsse

Die Einsatzmenge wird in der Regel spezifisch abgestimmt. Allgemein ist die Menge sehr gering und umfasst meist einen Anteil von weniger als 1 % an der Gesamtrezeptur.
Bei Weichmachern allerdings kann die Menge bis zu 30 % betragen.

### Typische Additive
Die Additive umfassen eine typischerweise breit gefächerte und sehr heterogene Gruppe von Anwendungsmöglichkeiten.
- Verarbeitungshilfsmittel wie Dispergiermittel, Verdickungsmittel und Emulgatoren
- Bindehilfsmittel wie Härter (sog. Co-Härter zum Einstellen eines spezifischen Eigenschaftsprofils), Lösemittel (z. B. sog. Co-Lösemittel in wässrigen Lacken und Verdünnungsmittel)
- Trockenstoffe (Sikkative) bei Kunststoffen, Lacken und Naturharzen
- Netz- und Dispergierhilfsmittel, Lacke und Anstrichmittel
- Antioxidantien, Lacke und Anstrichmittel
- Trocknungsmittel und Befeuchtungsmittel
- Zuschlagstoffe in Baumaterialien, Betonzusatzstoffe
- Weichmacher in Kunststoffen
- Lichtschutzmittel (UV-Absorber und/oder Radikalfänger) in Kunststoffen und Lacken
- Verlaufsmittel für eine möglichst glatte Lackoberfläche
- Entschäumer und Entlüfter in Beschichtungsstoffen
- Mattierungsmittel (hauptsächlich für Lacke)
- Triebmittel zur Schaumbildung
- Hautverhinderungsmittel
- Korrosionsschutzmittel, Enthärter und Biozide in Wasserkreisläufen, letztere auch in Pigmentpräparationen, wasserbasierten Lacken und Dispersionsfarben
- Konservierungsmittel und Antioxidationsmittel
- Nahrungsmittelzusatzstoffe und Futtermittelzusatzstoff wie Mineralien, Vitamine und Farbstoffe
- Antistatika in Laminatfußböden
- Flammschutzmittel
- Adsorptionsmittel
- Flussmittel (Löten) zur Vorbereitung von Lötflächen
- Verschnittmittel sind preiswerte Zusätze, die dem Auffüllen an notwendigen, aber teuren Stoffen dienen, die für die angestrebte Eigenschaft nötig sind.

Es können jedoch auch Rohstoffe die Funktion eines Additives übernehmen, die üblicherweise nicht als Additiv eingesetzt werden bzw. so bezeichnet werden.
- Pigmente in geringen Konzentrationen
- Funktionelle Füllstoffe

Additive erhöhen meistens den Materialpreis des hergestellten Produktes, da es sich bei Additiven um Spezialchemikalien handelt, die nur in geringen Mengen produziert werden. Je nach Art und Wirkungsweise des Additivs können sie auch gesundheitlich bedenklich sein. In komplexeren Formulierungen können Wechselwirkungen zwischen verschiedenen gleichzeitig eingesetzten Additiven und eine daraus folgende verminderte oder gar aufgehobene Wirkung nicht ausgeschlossen werden.

## Spezielle Anwendungen

### Für Treibstoffe
Bei Treibstoffen werden Additive zudosiert, um verschiedene Eigenschaften zu verstärken oder zu verbessern, wie z. B. bei Benzin zur Erhöhung der Klopffestigkeit (früher Tetraethylblei; wegen dessen Wirkung als Katalysatorgift kommen heute bleifreie Antiklopfmittel zum Einsatz), zur Verbesserung der Verbrennung, zur Reinigung/Reinhaltung der Kraftstoffanlage inkl. Ventile und Brennraum, Verbesserung der Lagerfähigkeit. Bei Diesel gibt es Additive für die Verbesserung der Kälteeigenschaften (siehe Winterdiesel, Cloud Point, Cold Filter Plugging Point). Diese Additive werden von den Mineralölgesellschaften zu den eigenen Treibstoffen, wie sie in einer Raffinerie hergestellt werden, zugemischt (sog. Markenkraftstoff). Freie Tankstellen erhalten dagegen meist nur den genormten Grundkraftstoff ohne Additive, welcher jedoch auch alle Normforderungen erfüllt. Den an Markentankstellen vertriebenen Kraftstoffen werden oft auch Farbstoffe beigemischt, die den Flüssigkeiten die jeweilige Markenfarbe des Mineralölkonzerns geben. Neben der Optimierung von Dieselkraftstoffen für Kälteresistenz gibt es weitere Anwendungen von Additiven im Diesel. Zwei weitere, wichtige Wirkungsweisen die für bestimmte Industriezweige ausschlaggebend sind, ist einmal die Stabilisierung des Kraftstoffes bei der Lagerung sowie die Effizienzsteigerung bei der Verpuffung im Motor. Die Lagerstabilität von handelsüblichem Diesel nimmt mit der Zeit ab. Dieser Effekt ist in Deutschland auch als die „Dieselpest“ bekannt. Er entsteht durch die Verwässerung des Kraftstoffs, da Wasser das Wachstum von Mikroorganismen, Hefen und weiteren Pilzen begünstigt, entstehen so Ablagerungen am Boden von Kraftstofftanks. Dieser entstandene Schlick wurde im allgemeinen Sprachgebrauch Pest genannt. Durch die Beimischung von Additiven kann diese Verwässerung hinausgezögert, die Bildung von Schlick fast vollständig verhindert (häufig durch beigemischte Biozide) und die Lagerstabilität so teilweise vervielfacht werden.
Ein weiterer wichtiger Aspekt ist die Steigerung des Wirkungsgrades zwischen verbranntem (bei Ottomotoren) / verpufften (bei Dieselmotoren) Kraftstoff und der umgesetzter Leistung. Hier erhöhen einige Additive die Oktan- bzw. Cetanzahl und sorgen so für erheblich mehr Leistung und Effizienz im Motor.
Bei mit Erdgas (CNG) und Autogas (LPG) betriebenen Ottomotoren empfiehlt sich die Beimischung von Additiven, um die Ventilsitze zu schmieren und zu kühlen. Da beim Gasbetrieb die Additive nicht über den Tank eingefüllt werden können, gibt es spezielle Einbausets, die das flüssige Additiv dosiert durch ein Ventil aus einer Flasche mittels der Ansaugluft direkt in den Vergaser saugt. Dort wird es tröpfchenweise im Gas/Luftgemisch verstäubt und gelangt so zu den Ventilen. Ähnlich wird bei Oldtimern bisweilen wegen einer vermuteten Schmierwirkung Bleiersatz verwandt.
Bei neueren Dieselmotoren im LKW-Bereich wird die genormte Harnstofflösung AUS 32 nicht als Additiv bei der Verbrennung, sondern aus einem meist neben dem Diesel-Tank angebrachten Zusatztank in einen speziellen Stickoxid-Katalysator elektronisch geregelt eingesprüht. Dadurch können die gesundheits- und umweltgefährdenden Schadstoffemissionen stark reduziert und die strengen Normen der Euro 4, Euro 5 und Euro 6 erfüllt werden.

### Für Schmierstoffe
Prinzipiell bestehen alle Schmierstoffe aus einer Basisflüssigkeit (meistens Grundöl) sowie aus weiteren Inhaltsstoffen, welche man Additive nennt. Additive für Schmierstoffe werden in Schmierölen, Kühlschmierstoffen und Schmierfetten eingesetzt.
Die tribologischen Eigenschaften des Schmierstoffs werden mit folgenden Additiven verbessert:
- Verschleißminderer, sog. AW-Additive (Anti wear additives)
- Reibungsminderer (Friction Modifiers)
- Fressschutzadditive, sog. EP-Additive (Extreme pressure additives)
- Viskositätsindexverbesserer (VI Improvers)

Folgende Additive werden benötigt, um weitere Anforderungen an den Schmierstoff zu erfüllen:
- Korrosionsschutzadditive, sog. Korrosionsinhibitoren (Corrosion inhibitors)
- Alterungsschutzmittel, sog. Antioxidantien (Antioxidants)
- Schaumverhütungsadditive, sog. Entschäumer (Anti foam additives)
- Biozide in wassermischbaren Schmierstoffen (Biocides)
- Tenside und Emulgatoren (Surfactants/Emulsifiers)
- Dispergiermittel und Netzmittel (Dispersants/Wetting agents)
- gegebenenfalls alkalische Zusatzstoffe zur Säureneutralisation im Schiffsdieselmotor (angegeben durch die sogenannte Base Number).

Die Additive werden dem Grundöl beigemischt (bis zu 30 %). Je nach der Art der Anwendung werden die Additive ausgewählt, um die geforderten Eigenschaften zu gewährleisten. Bei Getriebeölen sind Additive für bestimmte Zwecke, z. B. zur Erhöhung der Druck- und Scherfestigkeit unerlässlich. Ein typisches Additiv bei Motorölen für Brennkraftmaschinen ist Molybdändisulfid.

### Für Treibstoffe und Schmierstoffe speziell für Luftfahrtantriebe
Übliche Additive in Flugzeugtreibstoffen und Flugzeug-Schmierölen sind (in alphabetischer Reihenfolge der Substanzklassen):
- Antiabsetzmittel (auch Antisedimentationsmittel, Sedimentationsverhinderer, Phasenstabilisatoren oder „wax anti-settling additives“ genannt) verhindern wie auch Ölschlammdispergiermittel das Absetzen von festen Bestandteilen (wie beispielsweise Ruß oder Öl-Asche) oder von durch Kälte ausgeflockten Paraffinen oder Eispartikeln in Treibstoffen oder Schmierölen[6]
- Antioxidantien verbessern die Lagerfähigkeit in Tanks und verhindern Polymerisierungsreaktionen und damit zusammenhängend Verklumpungen,[6] beispielsweise aromatische Diamine[6]
- Antischaummittel; sie verhindern die Schaumbildung bei der Betankung (bei Diesel[6]) und erlauben ein schnelleres Betanken, beispielsweise Polysilikone[6]
- Antistatikmittel (beispielsweise schwefelhaltige Dinonylnaphthylsulfonsäure) oder Leitfähigkeitsverbesserer sollen elektrostatische Aufladungen bei der Betankung und damit Zündgefahren bei einer elektrostatischen Entladung vermeiden.
- Biozide: Feuchte Luft, die anstelle des verbrauchten Kraftstoffs den Tank füllt, kann Mikroorganismen (Hefen, Sporen von Schleim- und Schimmel- und sonstiger Pilze und Bakterien,[11] die organische Verbindungen als Nährstoffe akzeptieren) beherbergen, die Feuchte kann gefrieren. Beides kann dann zu Verstopfung von Filtern oder zu anaerober Biokorrosion führen);[6] deshalb werden den Treibstoffen Biozide (beispielsweise Bororganische Verbindungen,[6] Isothiazolinone[6] und Ethylenglycol[6] oder Quaternäre Amine[6]) und Vereisungsschutzmittel (beispielsweise (Glykolmonomethylether[12]) zugesetzt.
- combustion chamber deposit modifiers (englisch für: Brennkammer-Rückstandsverhinderer), dafür Tri-Alkyl-Phosphor-Säure-Ester[13]
- combustion improvers verhindern die Bildung von Schmieröl-Asche und -Ruß und von cold-end corrosion (englisch für: kondensatbedingte Korrosion, Säure-Taupunkt-Korrosion oder Säurekondensatkorrosion, siehe Schwefelsäuretaupunkt) in Erhitzern.

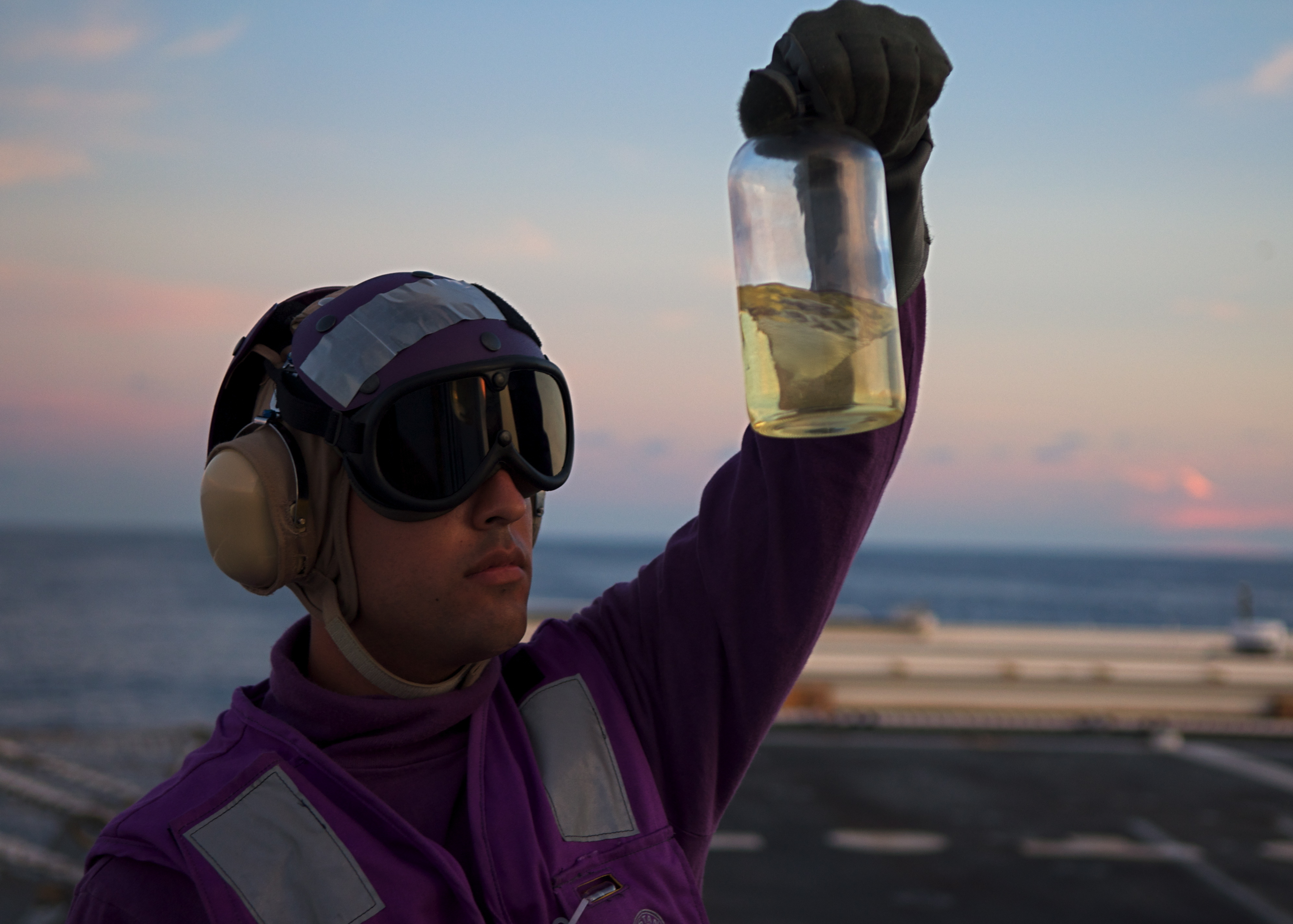
Prüfung auf Trübung

- Demulgatoren verhindern die Emulgation (Emulsionsbildung) von Wasser (aus der Luftfeuchte) in Öl, dehazer wirken gegenteilig, indem sie Wasser-in-Öl-Mikroemulsionen ermöglichen, wodurch sich Wasser nicht in Pipelines (Treibstoffleitungen am Flughafen) ablagert[14]
- Detergentien als Dispergiermittel (Dispersionsmittel); zahlreiche Verbindungen mit durchschnittlichen Molekulargewichten zwischen 750 und 2500 der unpolaren Gruppe, um die Öllöslichkeit zu verbessern[15]
- deposit control additives (englisch für: Ablagerungskontrollsubstanzen)
- Desodorantien, auch Reodorantien genannt, zur Geruchsverbesserung
- Diesel-Stabilisatoren („diesel fuel stabilizers“),
- Farbstoffe und Marker (siehe Sudanfarbstoffe),
- Vereisungsschutzmittel; sie verhindern bei den Tieftemperaturen in der Stratosphäre die Bildung von Eiskristallen und Paraffineindickungen, die Leitungen verstopfen könnten (siehe dazu auch Flughöhe),
- Korrosionsschutzmittel wie beispielsweise Bariumsulfonat[16]
- Lecksucher(leak detector additives),
- Metalldeaktivatoren; Spuren von Metallen (fester Abrieb oder Lösungen) können Metallkorrosion und die Oxidation der Treibstoffe begünstigen, was zu Polymerisationsreaktionen und Bildung von Ablagerungen führen kann.[17] Deshalb werden den Treibstoffen Antioxidantien (beispielsweise Dilinolsäure) und Metalldeaktivatoren (beispielsweise schwefelhaltige 2,5-Dimercapto-1,3,4-thiadiazole[18]) zugesetzt.
- Schmierleistungsverbesserer (lubricity improvers),
- Strömungsverbesserer („drag reducing agents“), erleichtern die schnellere Betankung bei tieferen Temperaturen. Kältefließverbesserer für Diesel, cold flow improvers oder Pour Point Depressants, vermindern die Viskosität (Zähflüssigkeit) bei tieferen Temperaturen (verbessern dadurch das Fließverhalten durch Ölfilter), verhindern (wie Antiabsetzmittel) das Auskristallisieren von Paraffinen und verbessern die Kaltstarteigenschaften. Im Englischen wird noch zwischen CFFP- (ausgeschrieben cold filter plug point) und LTFT-Additiven (low temperature flow test) sowie extreme pressure-(EP)-Pour Point Depressants (PPD) unterschieden.
- Zündverbesserer oder Verbrennungsverbesserer, zur Erhöhung der Cetan-Zahl und Verbesserung der Kaltstarteigenschaften von Diesel,[6] organische Nitrate wie beispielsweise Isopropylnitrat,[6] Amylnitrat[6] oder Ethylhexylnitrat[6] oder Di-tert-butylperoxid.[6]

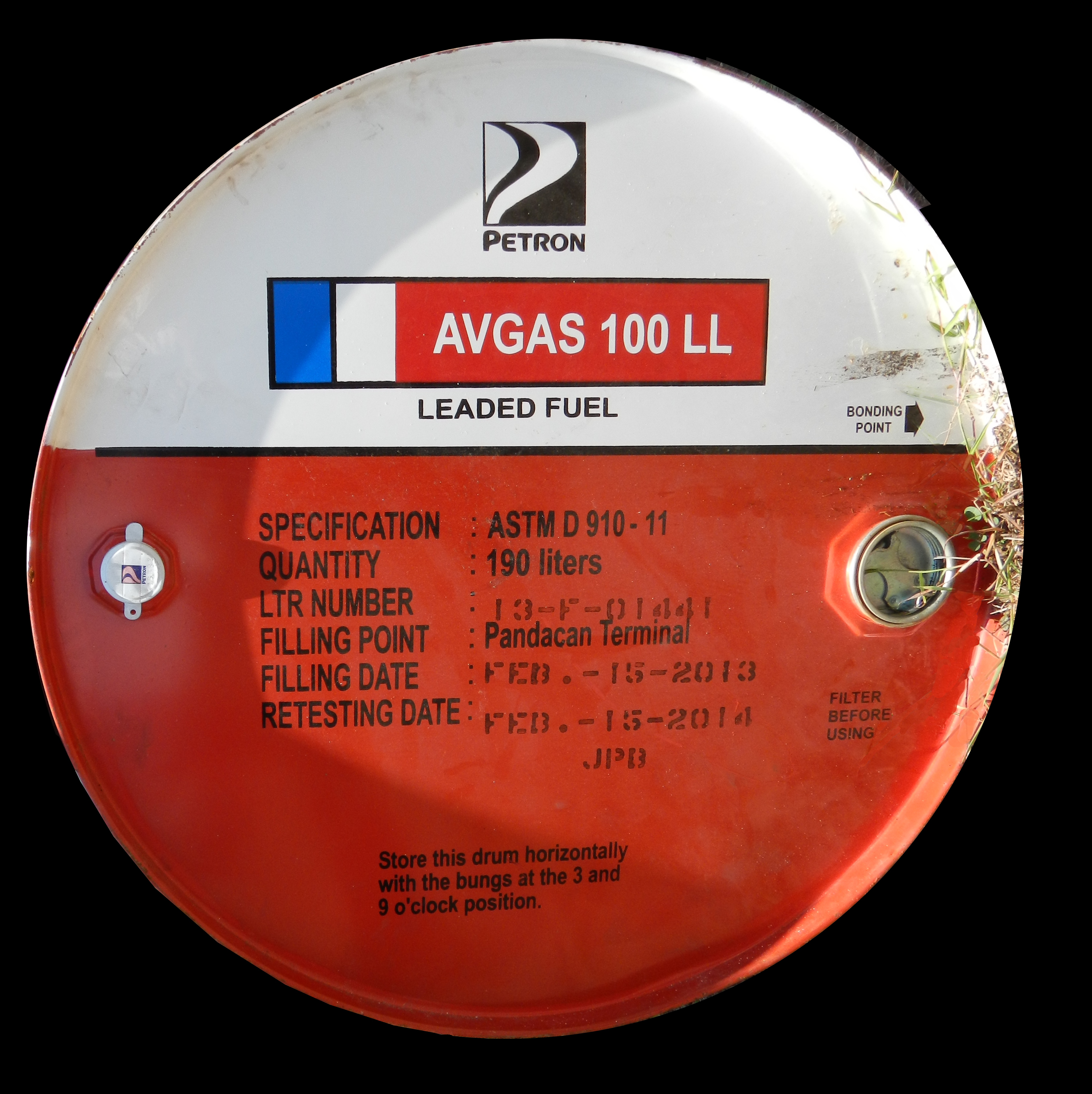
Verbleites Benzin

AvGas enthält zusätzlich zu den sonstigen Additiven noch Ventilsitzverschleißschutzmittel, Antiklopfmittel wie beispielsweise Tetra-Ethyl-Blei („TEL“) zusammen mit 1,2-Di-Brom-Ethan oder 1,2-Di-Chlor-Ethan als auch sogenannte Radikalfänger (um als Endreaktionsprodukt flüchtiges Blei-Bromid oder Blei-Chlorid zu bilden und Bleioxidablagerungen zu verhindern). Es sind Treibstoffe mit unterschiedlichen Bleigehalten am Markt (low lead (LL); very low lead (VLL); oder unleaded (UL) „almost all avgas on the U.S. market today [2013] is low lead“. Bis zu 560 mg Blei/Liter in Avgas 100LL (Oktanzahl 100, „wenig Blei“). Bis 2018 wird von der Piston Aviation Fuel Initiative getestet, ob Bleizusätze endgültig weggelassen werden können, weltweit sind [2015] geschätzt 230.000 Kolben-Flugzeugmotoren in Verwendung. Andere verwendete Antiklopfmittel sind (Methylcyclopentadienyl)mangantricarbonyl und Ferrocen.
Der weltweite Verbrauch von Additiven für Flugtreibstoffe lag 1990 bei 30.000 Tonnen, bei allen Treibstoffen (inklusive Kraftfahrzeugtreibstoffe) gesamt hatten Detergentien den größten Anteil (50 %), gefolgt von Fließverbesserern (13 %), Cetanzahlverbesserern (8 %), Antioxidantien (7 %), Schmierleistungsverbesserer (etwa 5 %), Vereisungsschutzmittel und Korrosionsschutzmittel (3 %)

### Für Beschichtungsstoffe
Lackadditive sind Hilfsstoffe, die einem Beschichtungsstoff in geringen Mengen zugesetzt werden, um diesem bestimmte Eigenschaften zu verleihen oder ihn zu verbessern.
Die Auswahlkriterien sind neben dem Preis-Leistungs-Verhältnis die Effektivität und die Wirkungsweise.
Bei der Verwendung muss immer darauf geachtet werden, ob Wechselwirkungen zwischen Additiven auftreten. Dies ist vor allem bei Stoffen, die oberflächenaktiv sind, häufig – Tenside können Schaum verursachen, Entschäumer dagegen Krater, Benetzungsstörungen und ähnliche Effekte. Die Wirkungen der beiden Additivgruppen sind einander entgegengesetzt und können sich daher im ungünstigsten Fall aufheben.
Die meisten Additive sind flüssig oder liegen in fester Form vor. Die Einarbeitung ist dadurch sehr einfach. Sie werden nach der Dispergierung zugegeben und eingerührt. Additive, die auf den Produktionsprozess Einfluss nehmen sollen, z. B. Entschäumer, Netz- und Dispergiermittel, werden vor dem Dispergieren zugesetzt.
Wenn mehrere Additive eingesetzt werden, werden diese einzeln zugegeben. Außerdem sollte nach jedem Additiv eine gute Durchmischung erfolgen, um Wechselwirkungen auszuschließen.

### Für Kunststoffe
In Kunststoffen werden Additive eingesetzt,:
- zur Verhinderung der Degradation (Korrosion) durch Autoxidation,
- als Alkylradikalfänger in der Produktion (thermische Zersetzung von Thermoplasten beim Aufschmelzen),
- als Stabilisatoren:
  - Säurefänger: Diese werden beispielsweise Roh-PVC zugesetzt, um die Thermostabilität während der Verarbeitung zu erhöhen und die Witterungs- und Alterungsbeständigkeit zu verbessern. Dazu werden Verbindungen, beispielsweise Stearate oder Carboxylate[28] auf Basis von Schwermetallen wie Blei, Cadmium, Zinn, Barium/Zink, Calcium/Zink und Calcium/Aluminium/Zink wie Cadmiumstearat oder Bleistearat, eingesetzt.[29] (die Metalle fangen bei Polyvinylchlorid im Aufschmelzprozess als „Säurefänger“ freiwerdendes Chlor ab und bilden Metallchloride[30]). Cadmiumverbindungen als Stabilisator wurden 2001 von der EU verboten, bis 2015 sollen (laut einer Quelle aus 2010) auch Blei-Stabilisatoren ersetzt sein (freiwilliges Minderungsziel).[31] Derartige metallhältige Thermostabilisatoren können durch Hydrotalcit (ein Magnesium-Aluminium-Hydroxycarbonat) ersetzt werden.[30]
  - Lichtschutzmittel (UV-Stabilisator),
- Kompatibilisatoren oder Verträglichkeitsvermittler: Thermoplastische Polymere sind in geschmolzenem Zustand nicht miteinander mischbar.[32] Kompatibilisatoren setzen bei Mischpolymerisaten die Grenzflächenspannungen zwischen den Phasen herab und verringern die Phasentrennung und Zusammenballung der unterschiedlichen Grundstoffmoleküle.[32]
  - Schlagzäh-Modifier: Zähigkeit beschreibt die Widerstandsfähigkeit eines Werkstoffs gegen Bruch oder Rissausbreitung[33], wie sie bei plastischer Verformung auftreten kann. Die Schlagzähigkeit beschreibt das temperaturabhängige Verhalten eines Werkstoffs bei Einwirkung von Energie (Stoßenergie oder Schlagenergie) einen Teil der kinetischen Energie durch Verformung zu absorbieren. Bei geringer Schlagzähigkeit würde die Probe spröde zerbrechen oder zerbröseln. Eigenschaften von Kunststoffen können sich abhängig von der Verarbeitung stark verändern, für Spritzguss wird in der Literatur beispielhaft angeführt,[34] was Einfluss auf mechanische Eigenschaften haben kann: Aufheizgeschwindigkeit des Granulats mit örtlichen Überhitzungen, Temperatur, Durchmischung, Verweilzeit im aufgeschmolzenen Zustand, der Spritzdruck und die Nachdruckzeit, die Temperatur der Form und die Abkühlzeit". Schlagzäh-Modifier verbessern dabei die Duktilität bei der Verarbeitung und im Gebrauch der daraus hergestellten Artikel.
- Verarbeitungshilfsmittel,
- Antistatikmittel,
- Farbstoffe,
- Optische Aufheller,
- Treibmittel,
- Flammschutzmittel,
- Füllstoffe und Verstärkungsmittel,
- Haftvermittler
- und Biozide.

### Für Arzneimittel
Als Korrigens oder Corrigens wird ein Zusatzstoff in Arzneimitteln bezeichnet, der den Geschmack, Geruch oder das Aussehen verbessert, jedoch keine pharmakologische Wirkung hat.

### Für Lebensmittel
Lebensmittelzusatzstoffe werden eingesetzt, um Struktur (beispielsweise die Rieselfähigkeit oder den Biss), Geschmack, Geruch, Aussehen (beispielsweise durch Farbstoffe oder Glanzmittel), chemische Haltbarkeit (mittels beispielsweise Emulgatoren oder Stabilisatoren) und mikrobiologische Haltbarkeit (beispielsweise durch Konservierungsmittel) verarbeiteter Lebensmittel, also ihren Gebrauchs- und Nährwert zu verbessern, sowie um die störungsfreie Produktion der Lebensmittel sicherzustellen.

### Für Beton
Siehe Betonzusatzstoffe und Betonzusatzmittel.

## Einzelbelege
1. ↑  Actioil International / Universität Porto Alegre und Fachhochschule für Erdölerzeugnisse Rio de Janeiro: Multifunktionale Kraftstoffadditive. In: Actioil. Abgerufen am 28. Januar 2020 (englisch, deutsch, französisch).
2. ↑  Forschung Kraftstoffadditive. Abgerufen am 28. Februar 2020.
3. ↑  Zusatz-Additive – Wer braucht noch Blei-Ersatz? – autobild.de. In: autobild.de. 26. März 2003, abgerufen am 12. März 2016.
4. ↑  ADAC Info – Oldtimer & Youngtimer – Fahrzeughistorie – Blei im Sprit. In: adac.de. Archiviert vom Original (nicht mehr online verfügbar) am 12. März 2016; abgerufen am 12. März 2016.
5. ↑  Wunscholdtimer: Grundwissen: Bleizusatz im Benzin – Ist dieser notwendig für den Motor? In: wunscholdtimer.de. Archiviert vom Original (nicht mehr online verfügbar) am 12. März 2016; abgerufen am 12. März 2016.
6. 1 2 3 4 5 6 7 8 9 10 11 12 13 14 15 16 17  A. Groysman: Corrosion in Systems for Storage and Transportation of Petroleum Products and Biofuels – Identification, Monitoring and Solutions. Springer-Verlag, 2014, ISBN 978-94-007-7883-2, S. 23–32; online einsehbar (PDF, ≈ 702 KB; englisch) – bei www.springer.com
7. ↑  Chemistry of Gasoline Fuel Additives, in Fuel Additives Use and Benefits, Technical Committee of Petroleum Additive Manufacturers in Europe, pdf-Datei online einsehbar
8. ↑  Leslie R. Rudnick: Lubricant Additives. CRC Press, 2017, ISBN 978-1-351-64696-3 (eingeschränkte Vorschau in der Google-Buchsuche)
9. ↑  Johannes Karl Fink: Additives for High Performance Applications. John Wiley & Sons, 2016, ISBN 978-1-119-36390-3 (eingeschränkte Vorschau in der Google-Buchsuche).
10. ↑  R. M. Mortier: Chemistry and Technology of Lubricants. Springer, 2012, ISBN 978-1-4615-3272-9, S. 62 (eingeschränkte Vorschau in der Google-Buchsuche).
11. ↑  The trouble with water…; bei www.shell.com
12. ↑  Fuel System Icing Inhibitor – Dicing
13. ↑  Yanis C. Athanassiadis: Air Pollution Aspects of Phosphorus and its Compounds. United States Environmental Protection Agency online einsehbar (englisch)
14. ↑  Kim B. Peyton: Ondeo/Nalco Fuel Field Manual, McGraw Hill Professional, 2002.
15. ↑  S. P. Srivastava, Jenö Hancsók: Fuels and Fuel-Additives. John Wiley & Sons, 2014, ISBN 978-1-118-79639-9 (eingeschränkte Vorschau in der Google-Buchsuche).
16. ↑  Leslie R. Rudnick: Lubricant Additives. CRC Press, 2017, ISBN 978-1-351-64696-3 (eingeschränkte Vorschau in der Google-Buchsuche).
17. ↑  Refinery Additives for Middle Distillates. Abgerufen am 1. April 2023 (amerikanisches Englisch).
18. ↑  Metall-Chemie Fine chemicals Produktdatenblatt
19. ↑  Lawrence K. Wang: Heavy Metals in the Environment. CRC Press, 2009, ISBN 978-1-4200-7319-5, S. 478 (eingeschränkte Vorschau in der Google-Buchsuche).
20. ↑  Steve Esomba: Global Tourism & the Environment: the Necessities for Clean Energy and Clean Transportation Usages. Lulu.com, 2012, ISBN 978-1-4717-4968-1, S. 75 (eingeschränkte Vorschau in der Google-Buchsuche).
21. ↑  Federal Aviation Administration: Fact Sheet – Leaded Aviation Fuel and the Environment (englisch), 19. Juni 2013.
22. ↑  Avgas bei www.shell.com;
23. ↑  David Esler: Getting the Lead Out: The Future of Avgas. In: aviationweek.com. 25. Februar 2015, abgerufen am 8. April 2017 (englisch).
24. ↑  S. P. Srivastava: Fuels and Fuel-Additives. John Wiley & Sons, 2014, ISBN 978-1-118-79639-9 (eingeschränkte Vorschau in der Google-Buchsuche).
25. ↑  Peter Eastwood: Particulate Emissions from Vehicles. John Wiley & Sons, 2008, ISBN 978-0-470-98650-9, S. 98 (eingeschränkte Vorschau in der Google-Buchsuche).
26. ↑  S.P.Srivastava, Jenö Hanczok: Fuels and Fuel-Additives. Wiley, Hoboken (New Jersey), 2014, ISBN 978-0-470-90186-1.
27. ↑  Ralph-Dieter Maier: Kunststoff Additive Handbuch. Carl Hanser Verlag GmbH Co KG, 2016, ISBN 978-3-446-43291-8 (eingeschränkte Vorschau in der Google-Buchsuche).
28. ↑  Zusatz (sic!) und Füllstoffe bei Kunststoffen, Website über Kunststoff-Technik, zuletzt abgerufen im Februar 2020
29. ↑  Gesamtbericht Behandlungs- und Verwertungswege für PVC-Abfälle; Bundesministerium für Land- und Forstwirtschaft, Umwelt und Wasserwirtschaft, Wien, Dezember, 2002 (pdf-Datei), zuletzt abgerufen im Februar 2023
30. 1 2  Hans Jürgen Wernicke und Joachim Großmann: „Umweltfreundliche Stabilisierung von PVC durch synthetische Hydrotalcite“ (Memento vom 19. Februar 2020 im Internet Archive); Aktuelle Wochenschau der GDCh; 2008, zuletzt abgerufen im Februar 2020
31. ↑  Vinyl 2010 Freiwillige Selbstverpflichtung der PVC-Industrie. (pdf-Datei) The European Council of Vinyl Manufacturers (Industrieverband), abgerufen am 1. April 2023.
32. 1 2  Ralph-Dieter Maier, Michael Schiller: Handbuch Kunststoff Additive. ISBN 978-3-446-43291-8, S. 21 (eingeschränkte Vorschau in der Google-Buchsuche).
33. ↑  Lothar Issler, Hans Ruoß, Peter Häfele: Festigkeitslehre – Grundlagen. Springer, 2003, ISBN 3-540-40705-7 (Seite 311 in der Google-Buchsuche).
34. ↑  Eckard Macherauch, Hans-Werner Zoch: Praktikum in Werkstoffkunde. ISBN 978-3-8348-9884-5, S. 548 (eingeschränkte Vorschau in der Google-Buchsuche), zuletzt abgerufen im März 2020
35. ↑  wissen.de: 'Corrigens', geladen am 26. September 2018.